# Памятник Робеспьеру (Москва)
Па́мятник Максимилиа́ну Робеспье́ру — одна из ранних работ ленинского плана монументальной пропаганды, первая крупная работа скульптора Беатрисы Сандомирской. Располагался у Итальянского грота в Александровском саду. Был открыт к первой годовщине Октябрьской революции – 3 ноября 1918 года, разрушился уже через несколько дней – в ночь на 7 ноября.

## История

### Создание
12 апреля 1918 года первый председатель СНК РСФСР Владимир Ленин выпустил декрет «О памятниках Республики» для расширения сферы влияния советской идеологии. В документе предписывалось уничтожить памятники царского режима и заменить их на монументы, посвящённые революционным деятелям и Октябрьской революции. Первой такой скульптурой стал открытый 22 сентября памятник писателю Александру Радищеву работы  Леонида Шервуда, установленный у Зимнего дворца в Петрограде.
Согласно плану монументальной пропаганды, к первой годовщине Октябрьской революции 7 ноября 1918 года предполагалось соорудить 12 новых памятников. В их число вошёл монумент французскому революционеру Максимилиану Робеспьеру. Проект скульптуры заказали студентке  Московского училища живописи, ваяния и зодчества Беатрисе Сандомирской. Установить монумент было решено у грота в Александровском саду. Памятник создавался в короткие сроки, для его строительства использовался недолговечный бетон.

### Открытие

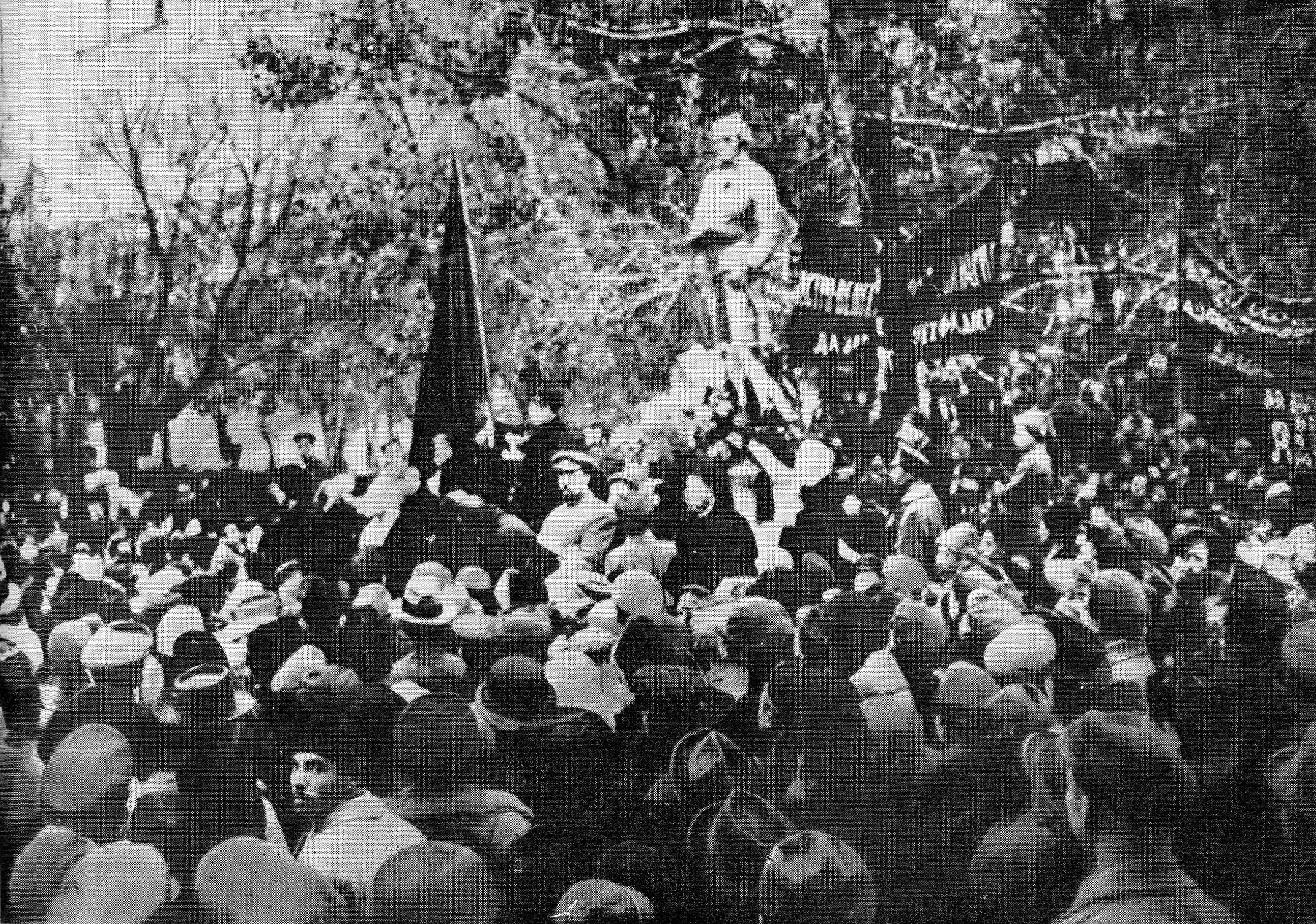
Открытие памятника, 1918 год

Торжественное открытие скульптуры состоялось 3 ноября 1918 года. Как сообщалось в газете «Коммунар», памятник привлёк внимание публики, а люди толпились у него до позднего вечера. Газета «Правда» описывала открытие следующим образом:

Стройными рядами заполняют красноармейские полки Александровский сад. Пьедестал памятника обвит гирляндами живых цветов. Величественное, прекрасное зрелище. Торжественная тишина. Памятник окружён стягами и знамёнами. Музыка играет «Марсельезу». Падает покрывало. К подножию кладут венки хризантем.
На церемонии также присутствовал представитель французских коммунистов Жак Садуль, его речь переводила нарком государственного призрения Александра Коллонтай:
Старая религия учила народ подчиняться и обещала рай на небе. Новая религия коммунизма учит строить рай на земле. Буржуазия всячески старалась унизить истинное значение Французской революции и оклеветать Максимилиана Робеспьера, этого честного и преданного революционера, так же как клевещет сейчас на наших вождей. Советская Россия ставит памятник Робеспьеру, в то время как во Франции памятника «Неподкупному» нет.

### Демонтаж
Скульптуру обнаружили разрушенной 7 ноября 1918 года. По сообщению газеты «Северная коммуна», от памятника осталась груда мелких осколков, разбросанных вокруг, а постамент уцелел. В тот же день на место происшествия был поставлен караул.
В ходе расследования было озвучено несколько версий произошедшего. По официальным данным, опубликованным 9 ноября 1918 года в газете «Правда», памятник был взорван злоумышленниками. Эту версию подтверждал корреспондент газеты «Знамя трудовой коммуны». Выдвигалось также предположение, что скульптуру взорвали гранатой белогвардейцы. По версии газеты «Известия ВЦИК», монумент мог рассыпаться из-за «неправильного расположения центра тяжести всей фигуры памятника, что было замечено ещё при постановке его». Согласно другому предположению, некачественный бетон пропитался дождевой водой и не выдержал ночных заморозков.

## Художественные особенности
Памятник Робеспьеру — первая крупная работа Беатрисы Сандомирской. Бетонное изваяние, выполненное в духе реализма, изображало революционера в рост, в одежде и парике XVIII века. Произведение не отличалось высоким профессиональным уровнем, ему были присущи черты схематизма и архаизации. Работа выделялась монументальной обобщённостью образа и напряжённостью пластики. 
По свидетельству управляющего делами Совнаркома Владимира Бонч-Бруевича, Ленин оставил о монументе положительный отзыв. Он высоко оценил позу, мысль и решительность, с которыми был изображён Робеспьер.